# Ruppertsberg

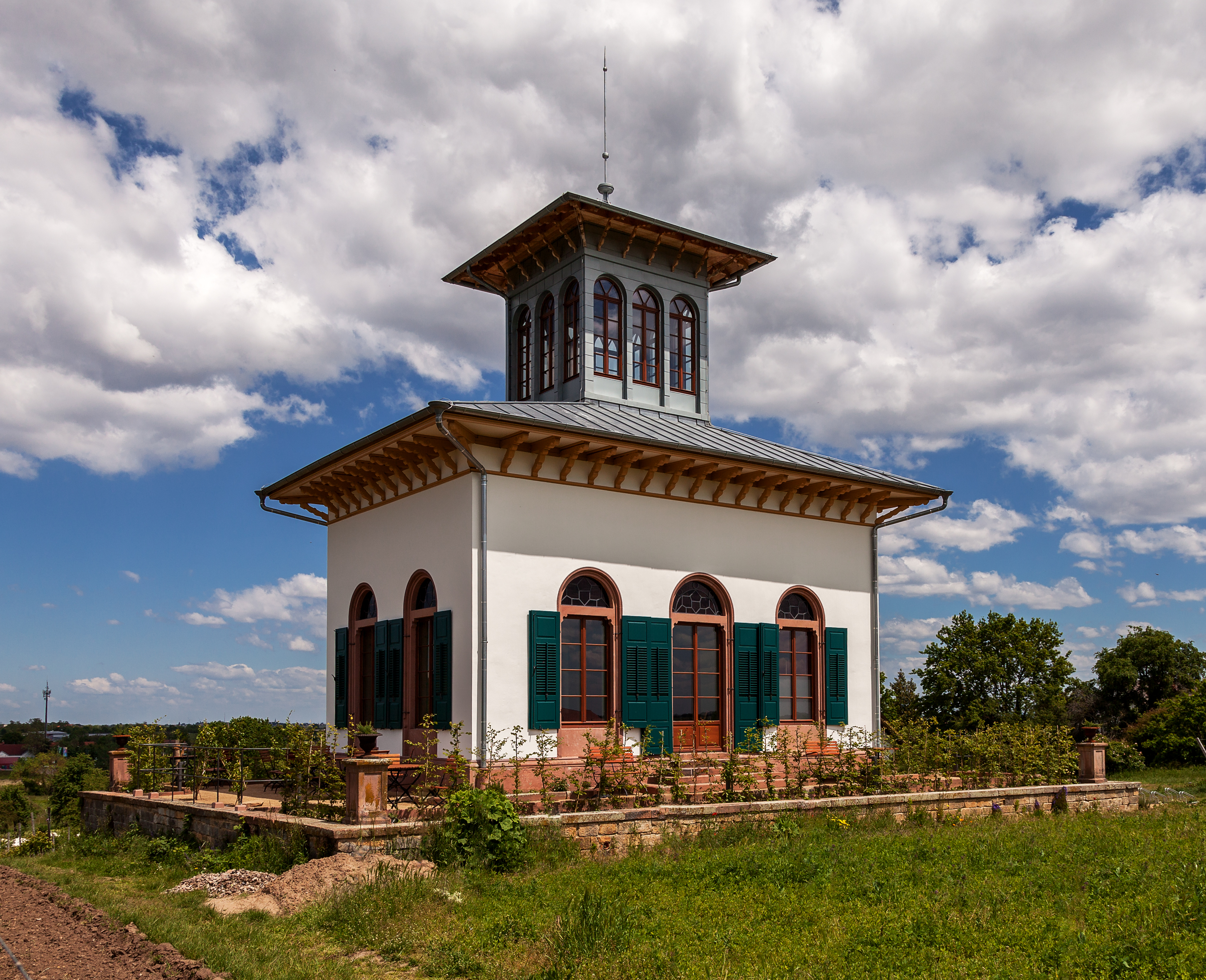
Un pavillon de thé dans le vignoble de Ruppertsberg. Mai 2021.

Ruppertsberg est une municipalité allemande située dans le land de Rhénanie-Palatinat et l'arrondissement de Bad Dürkheim.

## Source
- (de) Cet article est partiellement ou en totalité issu de l’article de Wikipédia en allemand intitulé « Ruppertsberg » (voir la liste des auteurs).